# Тораца Пиемонте
Тора̀ца Пиемо̀нте (на италиански: Torrazza Piemonte; на пиемонтски: Tor, Тор) е малък град и община в Метрополен град Торино, регион Пиемонт, Северна Италия. Разположен е на 197 m надморска височина. Към 1 януари 2020 г. населението на общината е 2974 души, от които 109 чужди граждани.